# ایمیجین اینترتیمنت
ایمیجین اینترتیمنت (به انگلیسی: Imagine Entertainment) نام یک شرکت تولیدکننده فیلم و سریال تلویزیون آمریکایی است که در سال ۱۹۸۵ توسط ران هاوارد کارگردان و برایان گریزر تهیه‌کننده ایجاد شده‌است.

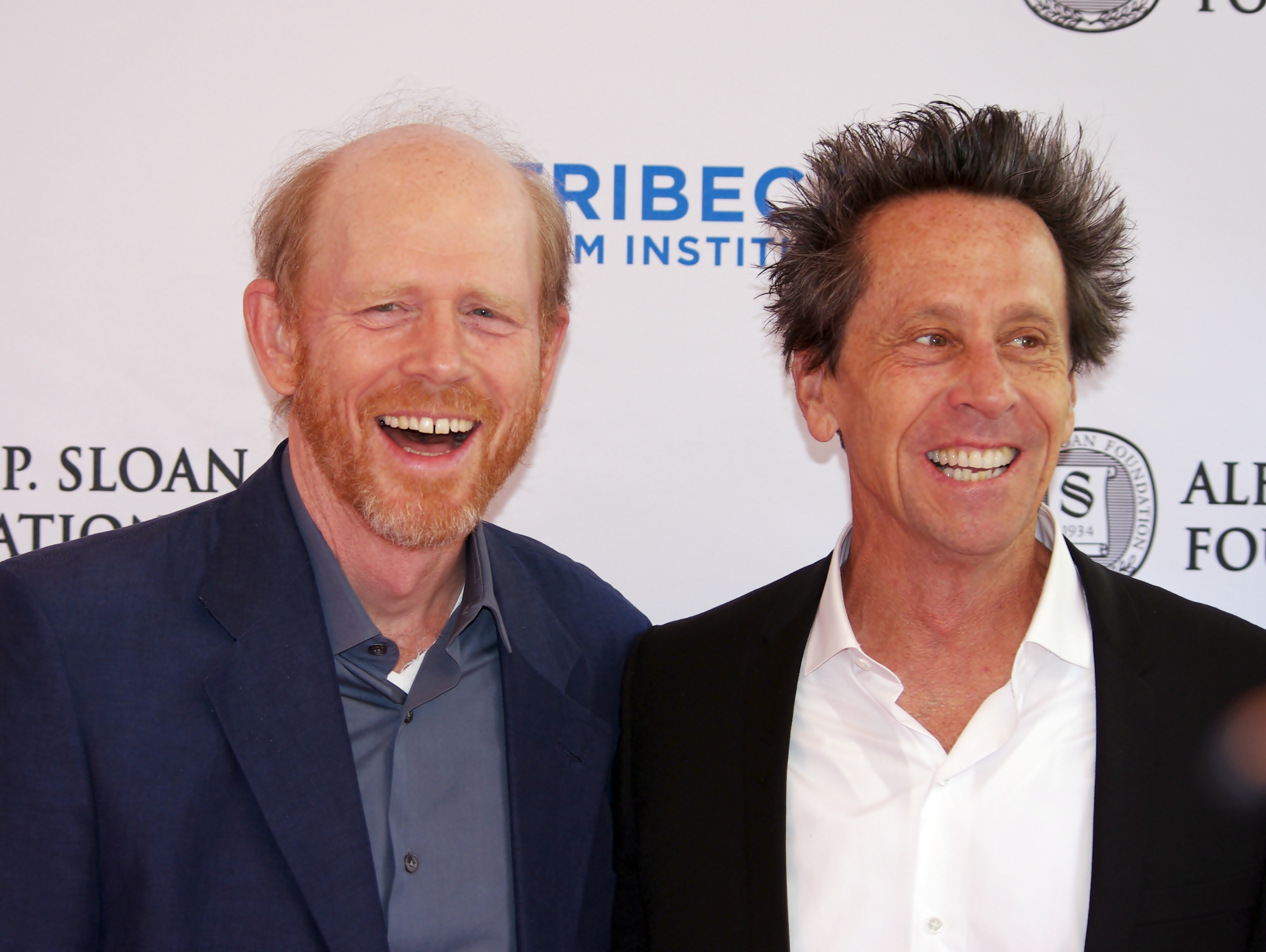
موسسان ران هاوارد و برایان گریزر در جشنواره فیلم ترایبکا برای فیلم ذهن زیبا

لوگو از سال ۱۹۸۵ تا سال ۲۰۲۰.